# Christiane Ritter
Christiane Ritter, née Knoll, est une artiste peintre et auteure autrichienne née le 13 juillet 1897 à Carlsbad en Bohême, actuellement Karlovy Vary en Tchéquie et décédée le 29 décembre 2000 à Vienne en Autriche. 

## Biographie
Christiane Ritter est l'arrière-petite-fille de Carl Knoll fondateur de la manufacture de porcelaine de Fischern. Son père est avocat et sa mère est une musicienne talentueuse. Après s'être intéressé à la danse, elle suit une formation de peintre et d'illustratrice à Munich, Vienne et Berlin. Elle épouse à l'âge de 20 ans l'officier de marine Hermann Ritter (1891-1968).
à l'été 1934 elle débarque à Ny-Ålesund au Spitzberg pour y rejoindre son mari et le trappeur norvégien Karl Nikolaisen. Elle hiverne dans une cabane isolée située à Gråhuken au nord de la Terre d'Andrée. Elle est la première femme à réaliser une telle expédition à cette époque. En 1938, elle publie le récit illustré de cet hivernage sous le titre Eine Frau erlebt die Polarnacht. Celui-ci, traduit en neuf langues, reste un succès de l'édition germanophone.
Après la seconde guerre mondiale, elle s'installe à Leoben en Styrie. Résidant à Vienne depuis 1985, elle y décède à l'âge de 103 ans et est inhumée au cimetière de Grinzing.

## Œuvre
- 1938 : Une femme dans la nuit polaire (Eine Frau erlebt die Polarnacht), traduction de Max Roth, Denoël, Paris, 1952,  (ISBN 9782266295895)[2].